# Бритвин, Николай Васильевич
Николай Васильевич Бритвин — советский военный деятель, генерал-лейтенант.

## Биография
Родился в 1937 году в деревне Космарево.
С 1954 года — на военной службе и политической работе. В 1954—1991 гг. — курсант Калининградского высшего пограничного командного училища, заместитель начальника погранзаставы Парамушир 60-го Виленско-Курильского ПОГО, инструктор комсомола на этой же заставе, инструктор по комсомольской работе политотдела округа, инструктор политотдела Восточного пограничного округа КГБ, заместитель начальника 100-го Никельского ПОГО Северо-Западного пограничного округа КГБ по политической части, заместитель начальника политотдела Среднеазиатского пограничного округа КГБ, слушатель Военной академии Генштаба ВС СССР им. К. Е. Ворошилова, заместитель начальника ВПКК КГБ по политической части, заместитель начальника войск Тихоокеанского пограничного округа КГБ по политической части, заместитель начальника войск Среднеазиатского пограничного округа КГБ по политической части, заместитель начальника, начальник Политического управления ГУПВ КГБ СССР.
Избирался депутатом Верховного Совета Туркменской ССР 11-го созыва, народным депутатом СССР.
Делегат XXVII съезда КПСС.
Умер в Москве в 2016 году.